# Mustikkasaari (ö i Norra Savolax, Norra Savolax, lat 63,75, long 27,93)
Mustikkasaari är en ö i Finland. Den ligger i sjön Haajaistenjärvi och i kommunen Sonkajärvi i den ekonomiska regionen  Övre Savolax ekonomiska region  och landskapet Norra Savolax, i den centrala delen av landet, 400 km norr om huvudstaden Helsingfors. Öns area är 1,7 hektar och dess största längd är 340 meter i sydöst-nordvästlig riktning.